# モンテヌオーヴォ家

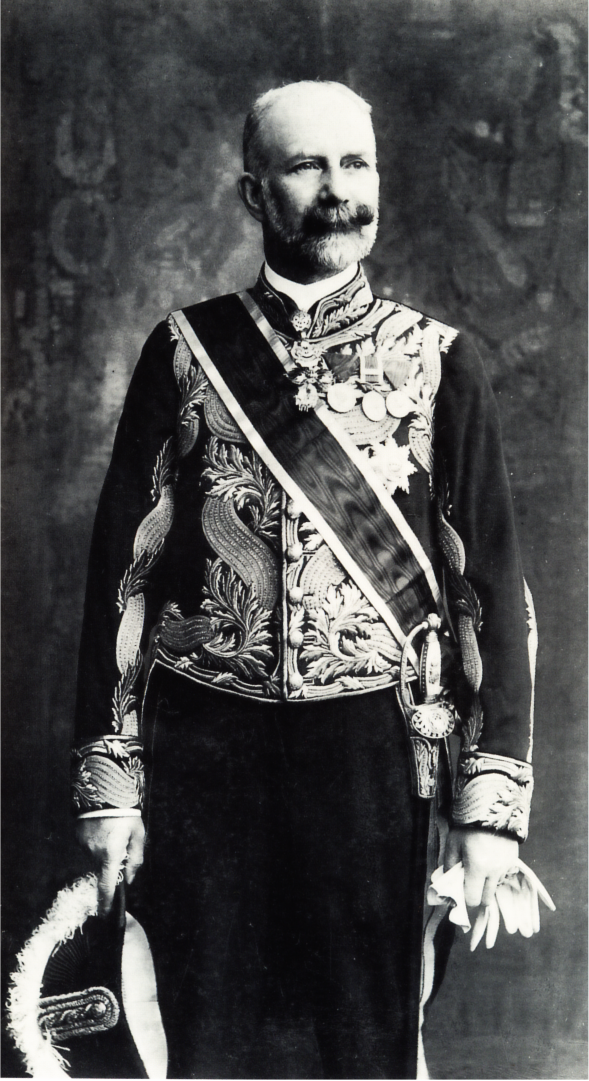
宮中礼服を着用したアルフレート・フォン・モンテヌオーヴォ侯爵（1902年）

モンテヌオーヴォ家（Montenuovo）は、オーストリアの貴族の家系。

## 概要
パルマ女公マリア・ルイーザ（元フランス皇后）と、二度目の夫アダム・フォン・ナイペルク伯爵の息子であったヴィルヘルム・アルブレヒト・フォン・モンテヌオーヴォ（Wilhelm Albrecht von Montenuovo、1819–1895）を始祖とするオーストリアの貴族モンテヌオーヴォ家は1819年、彼の誕生から始まり、1918年に第一次世界大戦の終結によるハプスブルク帝国の崩壊と共に2代で消滅した。
マリア・ルイーザとナイペルクには4人の子供がいて、彼らは両親が正式に結婚した1821年以降、モンテヌオーヴォ伯爵と呼ばれた。その中で、成人になった息子ヴィルヘルムは1864年7月20日、皇帝フランツ・ヨーゼフ1世によって侯爵（Fürst）に陞爵された。フランツ・ヨーゼフ皇帝の父フランツ・カール大公がマリア・ルイーザの弟だったので、ヴィルヘルムはフランツ・ヨーゼフの従兄弟でもあった。 
モンテヌオーヴォ家がオーストリア貴族として存在した1世紀間は、ハプスブルク家の凋落の歴史と重なりあっていた。モンテヌオーヴォ家はその誕生の時から消滅に至るまでハプスブルク家と常に密接な関係を保ち、最後まで運命を共にした。ハプスブルク帝国を支えたのは貴族と軍隊であった。それは宮廷への参内が上級貴族と将校に対してのみ無条件で許されたことからもわかる。モンテヌオーヴォ家の2代の当主、ヴィルヘルムと彼の息子であるアルフレート（Alfred von Montenuovo、1854–1927）は、それぞれが貴族社会と軍隊の双方における最高の地位に就いた。特に侍従長を務めたアルフレートは、フランツ・ヨーゼフ皇帝に大きな影響を及ぼした側近としても知られている。モンテヌオーヴォ家にとってハプスブルク家は、家門の権威と存続を保障する唯一絶対の存在であった。ヴィルヘルムの生涯をたどることにより19世紀におけるハプスブルク帝国とその軍隊の歴史を概観することができる。